# Oenothera epilobiifolia
Oenothera epilobiifolia är en dunörtsväxtart som beskrevs av Carl Sigismund Kunth. Oenothera epilobiifolia ingår i släktet nattljussläktet, och familjen dunörtsväxter. Inga underarter finns listade i Catalogue of Life.